# Talbot M67
La M67 era un'autovettura di fascia alta prodotta dal 1927 al 1930 dalla Casa automobilistica anglo-francese Talbot.

## Profilo
Si trattava di una vettura di fascia alta, anche se non una ammiraglia. Piuttosto spaziosa, grazie ai suoi 4.35 m di lunghezza e ai suoi 3.23 m di passo, la M67 fece parte di quella serie di vetture che nella seconda metà degli anni venti rinfrescarono con decisione il listino Talbot.
Era equipaggiata da un motore a 6 cilindri da 1998 cm³ di cilindrata, in grado di erogare 38 CV di potenza massima a 2600 giri/min, non molta, ma in grado di garantire comunque un elevato picco di coppia.
Fu tolta di produzione nel 1930, quando la Casa anglo-francese era già in piena crisi, piegata dalla Grande depressione.